# Natale Barbone
Natale Luca Maria Barbone, accreditato anche come Noël Barbone, anche noto con lo pseudonimo di Massimo Barbone (Bari, 5 marzo 1947), è un attore, produttore cinematografico e produttore teatrale italiano.

## Biografia
Durante gli anni di studio presso l'Istituto tecnico Giulio Cesare di Bari, si interessa al teatro e la letteratura. Dopo aver conseguito a pieni voti il diploma di geometra, si trasferisce a Roma, dove nel 1969 si iscrive all'Accademia nazionale d'arte drammatica Silvio D'Amico, dove vince una borsa di studio e frequenta i corsi di recitazione . Nel 1972 si diploma in recitazione con un saggio finale per la regia di Luca Ronconi (La Centaura, di Giovan Battista Andreini) e inizia subito a lavorare interpretando ruoli sia repertorio classico (Orestea di Eschilo e Das Käthchen von Heilbronn di Heinrich von Kleist, entrambi per la regia di Luca Ronconi) sia nella drammaturgia contemporanea, tra i quali, Fuori i Borboni! di Nicola Saponaro. Si iscrive alla facoltà di giurisprudenza dell'Università degli Studi di Roma "La Sapienza", ma, non riuscendo a conciliare il lavoro e lo studio nel corso del primo biennio, abbandona gli studi.
Nonostante, in pochi anni, abbia acquisito molteplici esperienze, tanto da essere notato da Enrico Lucherini, dal quale fu presentato a Luchino Visconti che girava in quei giorni Ludwig a Cinecittà, nel 1976 decide di rinunciare alla carriera di attore per intraprendere quella di produttore cinematografico e teatrale. Nel 1978 realizza per la Nippon Television Network di Tokio, in qualità di produttore esecutivo, un film che cercava di analizzare il fenomeno delle Brigate Rosse in Italia. Dopo aver lavorato per quattro anni nel mondo del cinema, in qualità di organizzatore generale, di interprete bilingue (con i francesi), di aiuto regista e di produttore esecutivo con produzioni francesi, giapponesi e italiane, nel 1979 debutta in teatro come produttore.
Nel volgere di pochi anni collabora in diverse occasioni con l'Ente teatrale italiano e con l'Istituto del Dramma Italiano, promuovendo la drammaturgia dei nuovi autori attraverso la produzione di spettacoli incentrati sui loro testi. Nel 1981 avvia la propria collaborazione professionale con il maestro Mario Nascimbene che realizza numerose musiche per i suoi spettacoli e con cui stringe un'amicizia che dura fino alla morte del compositore. Nella stagione 1981/1982 produce lo spettacolo Fiore di cactus, creando la coppia di Paolo Ferrari e Valeria Valeri. Nella stagione teatrale 1982/1983 realizza lo spettacolo Move Over Mrs. Markham di Ray Cooney e John Chapman, di cui è l’ideatore del titolo in italiano, “Il letto ovale”. Nel 1982, inizia un lungo sodalizio di amicizia e di collaborazione professionale con Valeria Moriconi con la quale realizza lo spettacolo “Emma B. Vedova Giocasta” di Alberto Savinio. Nel 1984 avvia la collaborazione artistica con il regista Giuseppe Patroni Griffi e con lo scenografo Aldo Terlizzi con i quali realizza “Zio Vanja” di Anton Čechov e D’amore si muore di Giuseppe Patroni Griffi per la regia di Aldo Terlizzi, portando al debutto in teatro una bellissima e bravissima Edwige Fenech.
Nel 1988 torna a recitare interpretando il ruolo di Amleto, ma dopo questa breve parentesi riprende a lavorare dietro le quinte degli spettacoli. Nel 1990 inizia la collaborazione con Ernesto Calindri con il quale realizza Casina di Tito Maccio Plauto. Nel 1992, con l’intento di valorizzare i giovani attori, realizza lo spettacolo “Shakespeariana” in cui sono condensati alcuni degli stralci più rilevanti dei drammi di Shakespeare. Nel 1993 decide di ospitare in Italia con due concerti, personaggi quali Michel Petrucciani e Diane Schuur. Nel 1998 realizza, nella qualità di organizzatore generale e produttore Esecutivo, due film riconosciuti dal Ministero per i Beni e le Attività Culturali di Interesse Culturale Nazionale, il primo con Clayton Norcross e l’altro con Franco Citti. Nella stagione 1999/2000 decide di incentivare la drammaturgia contemporanea dei giovani autori e produce lo spettacolo “Drummers” di Simon Bennett. Nel 2001 realizza uno spettacolo dai toni leggeri e crepuscolari, dell’autore italiano Guido Nahum, incentrato su una storia d’amore, affidandone la regia a Filippo Crivelli, il disegno e le luci a Franco A. Ferrari e le musiche a Paolo Conte.
Nella stagione 2002/2003 e nella 2003/2004 torna al repertorio classico proponendo al grande pubblico, “L'improvvisazione di Versailles” uno spettacolo tratto da un testo di Molière, trasposizione teatrale di un fatto realmente accaduto tra il grande commediografo e il re Luigi XIV. Nel 2004/2005 e nel 2005/2006, in collaborazione con la Provincia di Roma, realizza il “Don Giovanni” di Molière con Lando Buzzanca che avrà grandi successi di pubblico e di critica. Nelle stagioni teatrali 2008/09, 2009/2010, 2010/2011 e 2011/2012 produce nuovamente lo spettacolo “Fiore di cactus” di Pierre Barillet e Jean-Pierre Gredy, con Remo Girone, Eleonora Giorgi, Fabrizio Barbone, Giorgia Trasselli, Guglielmo Guidi, Andrea Garinei, Donatella Pompadour, con le musiche di Mario Nascimbene, i costumi di Maurizio Millenotti, le scene di Alessandro Chiti e la regia di Guglielmo Ferro. Lo spettacolo continuerà a essere riproposto negli anni successivi con la sostituzione di Remo Girone con Franco Castellano. Nel 2008 produce il cortometraggio “Qualcuno mi aiuti” per la regia di Mike Barbone, che otterrà vari riconoscimenti ed encomi in alcuni festival di corti per il tema trattato (il licenziamento di un operaio).

## Filmografia
- I Borgia o il sangue dorato, regia di Alain Dhénaut (1977)
- Graziella, di Edmond Tyborowski (1978)
- Terrorismo in Italia (1978)
- Una furtiva lacrima, regia di Riccardo Sesani (1998)
- E insieme vivremo tutte le stagioni, regia di Gianni Minello (1998)
- Qualcuno mi aiuti, regia di Mike Barbone (2008)

## Teatrografia
- La Centaura, di Giovan Battista Andreini, regia di Luca Ronconi. Accademia nazionale d'arte drammatica, Studio 8 di Cinecittà (1972)
- Orestea, di Eschilo, regia di Luca Ronconi. Cooperativa Tuscolano in coproduzione con il Beograd International Theatre Festival e Theatre des Nations, Filmskijgrad Atelier 3 di Berlino (1972)
- Caterina di Heilbronn di Heinrich von Kleist, regia di Luca Ronconi. Cooperativa Tuscolano, Kasino Zurichhorn di Zurigo (1972)
- Antonio e Cleopatra, di William Shakespeare, regia di Giancarlo Cobelli (1975-1976)
- A morte Roma, di Mario Moretti e Renato Mainardi, regia di Augusto Zucchi (1975-1976)
- Fuori i Borboni!, di Nicola Saponaro e Alessandro Giupponi, regia di Alessandro Giupponi (1976-1977)
- I favolosi Menecmi, di Tito Maccio Plauto, regia di Sergio Ammirata (1976-1977)
- Un gorilla per la vedova, di Alfonso Ciuti, regia di Sergio Bargone (1979-1980)
- Edipo "80", di Enzo Giannelli, regia di Roberto Santi (1979-1980)
- Gli uccelli, di Aristofane, regia di Lorenzo Salveti (1980-1981)
- Zelda, di Mario Moretti, regia di Silverio Blasi (1980-1981)
- Fiore di cactus, di Pierre Barillet e Jean-Pierre Gredy, regia di Carlo di Stefano (1981-1982)
- Il letto ovale, di Ray Cooney e John Chapman, regia di Tonino Pulci (1982-1983)
- Emma B. Vedova Giocasta, di Alberto Savinio, regia di Egisto Marcucci (1982-1983)
- Diana e la Tuda, di Luigi Pirandello, regia di Arnoldo Foà (1983-1984)
- La Main Passe, di Georges Feydeau, regia di Marco Parodi (1983-1984)
- Emma B. Vedova Giocasta, di Alberto Savinio, regia di Egisto Marcucci (1983-1984)
- La vedova scaltra, di Carlo Goldoni, regia di Giorgio Ferrara (1984-1985)
- Rosso, nero e fumè, di Carlo Tritto, regia di Edmo Fenoglio (1984-1985)
- Giorni felici, di Samuel Beckett, regia di Mario Missiroli (1984-1985)
- Sarto per signora, di Georges Feydeau, regia di Tonino Pulci (1984-1985)
- Emma B. Vedova Giocasta, di Alberto Savinio, regia di Egisto Marcucci (1984-1985)
- I Capricci di Marianna, di Alfred de Musset, regia di Carlo Simoni (1985-1986)
- Zio Vanja, di Anton Čechov, regia di Giuseppe Patroni Griffi (1985-1986)
- D'amore si muore, di Giuseppe Patroni Griffi, regia di Aldo Terlizzi (1985-1986)
- Emma B. Vedova Giocasta, di Alberto Savinio, regia di Egisto Marcucci (1985-1986)
- Giorni felici, di Samuel Beckett, regia di Mario Missiroli (1985-1986)
- Kiss me Kate, di Samuel Spewack e Bella Spewack, regia di Manfredo Biancardi (1986-1987)
- La Mandragola, di Niccolò Machiavelli, regia di Massimo Cinque (1986-1987)
- La Mandragola, di Niccolò Machiavelli, regia di Francesco Capitano (1987-1988)
- Amleto, di William Shakespeare, regia di Natale Barbone (1988-1989)
- I figli degli intelligenti, di Bruno Colella, regia di Bruno Colella (1988-1989)
- Filottete, di Heiner Müller, regia di Francesco Capitano (1988-1989)
- Robot, amore mio, di Roberto Mazzucco, regia di Antonio Serrano (1990-1991)
- Casina, di Tito Maccio Plauto, regia di Mario Morini (1990-1991)
- Drummers, di Simon Bennett, regia di Marcello Cotugno (2000)
- Gli imprevisti temporali d'estate, di Guido Nahum, regia di Filippo Crivelli (2001-2002)
- L'improvvisazione di Versailles, di Molière, regia di Guglielmo Guidi (2002-2003)
- L'improvvisazione di Versailles, di Molière, regia di Guglielmo Guidi (2003-2004)
- Giulio Cesare, di William Shakespeare, regia di Paolo Todisco (2003-2004)
- Don Giovanni, di Molière, regia di Lando Buzzanca (2004-2005)
- Don Giovanni, di Molière, regia di Lando Buzzanca (2005-2006)
- Fiore di cactus, di Pierre Barillet e Jean-Pierre Gredy, regia di Guglielmo Ferro (2008-2009)
- Fiore di cactus, di Pierre Barillet e Jean-Pierre Gredy, regia di Guglielmo Ferro (2009-2010)
- Fiore di cactus, di Pierre Barillet e Jean-Pierre Gredy, regia di Guglielmo Ferro (2010-2011)
- Fiore di cactus, di Pierre Barillet e Jean-Pierre Gredy, regia di Guglielmo Ferro (2011-2012)
- L'uomo dal fiore in bocca, di Luigi Pirandello, regia di Mike Barbone. Sala Regia, Comune di Viterbo (2017)

## Premi e riconoscimenti
Nel 2018 gli è stato conferito il Premio “Angeli di luce nell’arte” per la sua attività di produttore.